# Niprajärvi
Niprajärvi är en sjö i Finland. Den ligger i kommunen Sotkamo i landskapet Kajanaland, i den centrala delen av landet, 500 km norr om huvudstaden Helsingfors. Niprajärvi ligger 179 meter över havet. Arean är 49,4 hektar och strandlinjen är 6,45 kilometer lång. Sjön  ingår i Uleälvens huvudavrinningsområde.   I omgivningarna runt Niprajärvi växer i huvudsak blandskog.